# پودر پروتئین ماهی

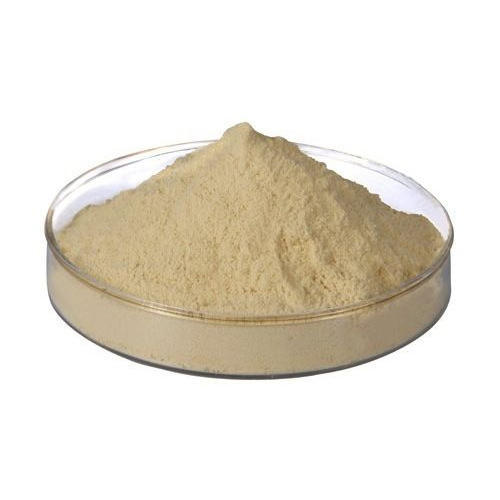
پودر پروتئین ماهی

پودر پروتئین ماهی (FPP) یک محصول پودری با درجه مواد غذایی است که در درجه نخست برای مصارف انسانی استفاده شده‌است. با محصولات پودر ماهی که برای کاربردهای خوراک دام تعیین شده‌اند؛ تفاوت چشمگیری دارد. پودرهای پروتئینی ماهی دارای ویژگی‌های مختلف فرآوری بهداشتی، عیار و کارکردی هستند که آن‌ها را به عنوان مواد غذایی انسانی معرفی می‌کنند. کارخانه‌های تولیدی ثبت‌شده برای بازار ایالات متحده آمریکا در پرو و فرانسه واقع شده‌اند.